# Archiconchoecetta inventricosa
Archiconchoecetta inventricosa är en kräftdjursart som beskrevs av V. G. Chavtur 2003. Archiconchoecetta inventricosa ingår i släktet Archiconchoecetta och familjen Halocyprididae. Inga underarter finns listade i Catalogue of Life.